# Osiedle Jaćwingów
Osiedle Jaćwingów – część miasta Suwałki, z osiedlem zbudowanym na przełomie lat 80. i 90. XX wieku.
W obrębie osiedla znajduje się fabryka mebli „Forte” i salon samochodowy KIA. Obejmuje tylko 3 ulice: Kowieńska, Wileńska, Północna. Na osiedlu znajduje się kilka sklepów spożywczych i wielobranżowych, urząd pocztowy, kościół pw. św. brata Alberta, stacja benzynowa, punkt przedszkolny, kwiaciarnia, piekarnia, a także korty, na których znajduje się boisko do piłki nożnej ze sztuczną murawą oraz miejsce do grania w koszykówkę oraz siatkówkę.
Dominuje zabudowa z wielkiej płyty, maksymalnie do pięciu kondygnacji. Wyjątkiem jest dawny hotel robotniczy przekształcony na budynek mieszkalny.

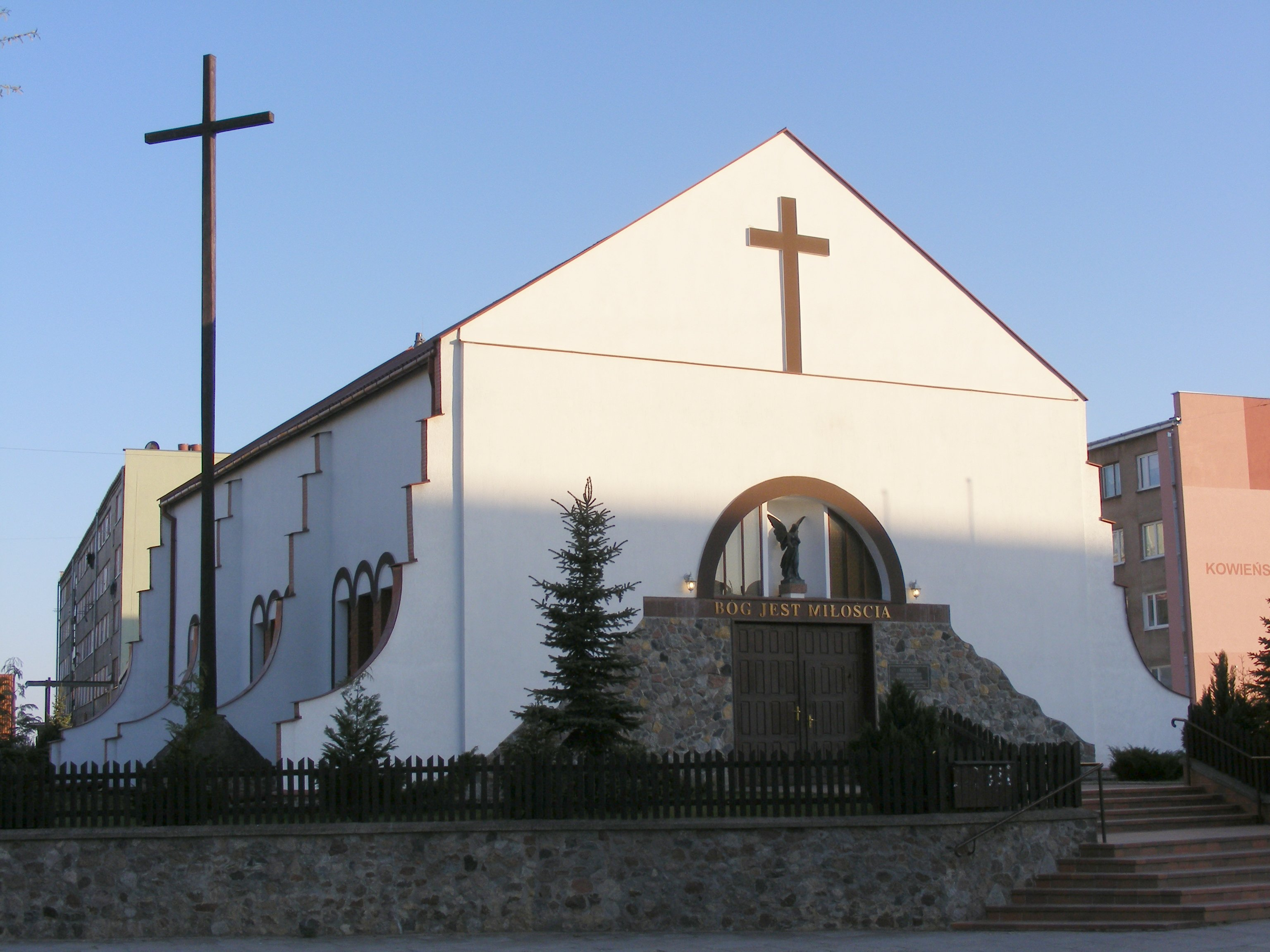
Parafia pw. św. brata Alberta
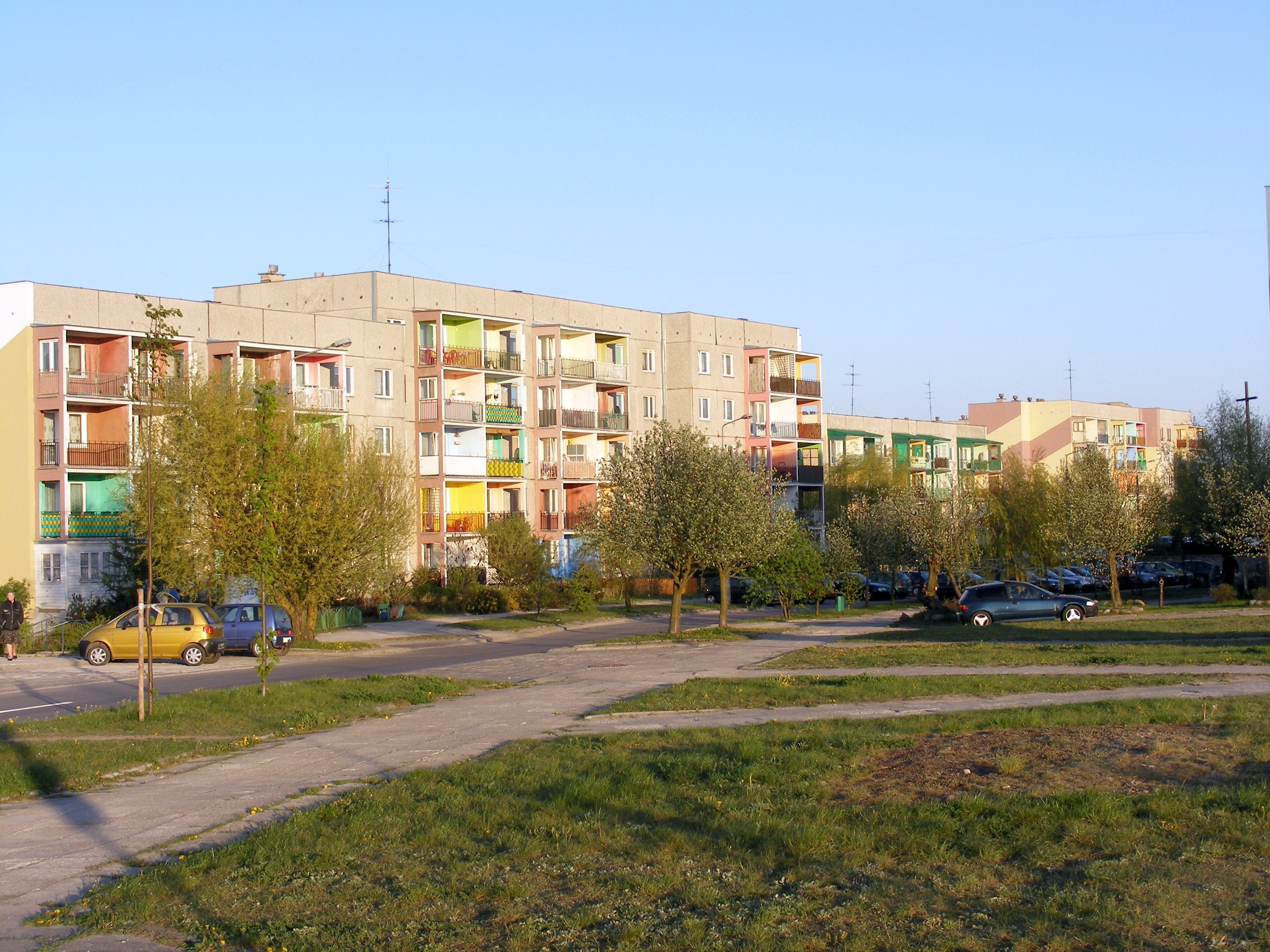
Typowa zabudowa osiedla, ul. Wileńska (widok od ul. Północnej)